# Суспільно корисні роботи
Суспільно корисні роботи — це вид адміністративного стягнення, який полягає у виконанні особою, яка вчинила адміністративне правопорушення, оплачуваних робіт, вид яких та перелік об'єктів, на яких порушники повинні виконувати ці роботи, визначає відповідний орган місцевого самоврядування.

## Призначення
Суспільно корисні роботи призначаються судом (суддею) на строк від 120 до 360 годин і виконуються не більше восьми годин, а неповнолітніми — не більше двох годин на день.
Суспільно корисні роботи не призначаються особам з інвалідністю І або ІІ групи, вагітним жінкам, жінкам, старше 55 років та чоловікам, старше 60 років.
Суспільно корисні роботи — це відносно новий вид адміністративного стягнення, яке було введено Законом України від 07.12.2017 № 2234-VII «Про внесення змін до деяких законодавчих актів України щодо посилення захисту права дитини на належне утримання шляхом вдосконалення порядку примусового стягнення заборгованості зі сплати аліментів» та призначається судом виключно за несплату аліментів, що передбачено ст. 183-1 Кодексу України про адміністративні правопорушення.

## Відбування
Порушники перебувають на обліку та відбувають адміністративне стягнення в уповноваженому органі з питань пробації за місцем проживання.
Протягом 10 робочих днів з дня отримання органом пробації постанови суду порушник повинен приступити до відбування адміністративного стягнення у вигляді суспільно корисних робіт, крім випадків, коли цьому перешкоджають поважні причини (хвороба, відрядження, неотримання виклику тощо).
Перед безпосереднім відбуванням суспільно корисних робіт з порушником проводиться бесіда, у ході якої йому роз'яснюються умови і порядок відбування стягнення та наслідки ухилення, про що складається довідка проведеної бесіди
На строк суспільно корисних робіт власник підприємства складає графік виходу на роботу особи, у якому зазначаються час та місце відбування цих робіт.
До відбутого строку суспільно корисних робіт зараховується тільки той час, протягом якого порушник виконував суспільно корисну роботу на визначених об'єктах, що підтверджено повідомленням власника підприємства.
За виконання суспільно корисних робіт порушнику нараховується плата за виконану ним роботу. Оплата праці здійснюється погодинно за фактично відпрацьований час у розмірі не меншому, ніж установлений законом мінімальний розмір оплати праці.
Кошти, нараховані за відбування порушником суспільно корисних робіт, перераховуються на рахунок органу державної виконавчої служби для подальшого перерахування стягувану для погашення заборгованості по аліментам.

## Наслідки ухилення
Щодо порушників, які ухиляються від відбування суспільно корисних робіт, уповноваженим органом з питань пробації складається протокол про адміністративне правопорушення, який разом з іншими матеріалами надсилається до суду для вирішення питання про притягнення особи до адміністративної відповідальності.
(Ухилення слід розуміти як неприбуття порушника до місця виконання суспільно корисних робіт протягом двох днів з дати, визначеної в направленні уповноваженою посадовою особою органу пробації, без поважних причин, невихід на суспільно корисні роботи або відмова від виконання роботи, вид якої визначений підприємством, установою, організацією, більше як двох разів протягом місяця без поважних причин, а також поява на робочому місці у стані алкогольного, наркотичного або токсичного сп'яніння).
У разі ухилення від відбування суспільно корисних робіт, санкцією ст. 183-2 Кодексу України про адміністративні правопорушення передбачено адміністративний арешт строком до 10 діб.
Щодо порушників, які злісно ухиляються від відбування стягнення, уповноваженим органом з питань пробації надсилаються матеріали до органу поліції для вирішення питання про притягнення до кримінальної відповідальності відповідно до ст. 389-2 Кримінального кодексу України.

## Підстави припинення відбування
Відбуття призначеного судом стягнення; скасування постанови; наявність підстав, що унеможливлюють виконання постанови суду; смерть порушника — за наявності підтверджуючих документів.